# John Radford
John Radford (Hemsworth, 22 febbraio 1947) è un allenatore di calcio ed ex calciatore inglese.
È stato un famoso calciatore dell'Arsenal.

## Palmarès

### Club

#### Competizioni nazionali
- Campionato inglese: 1

Arsenal: 1970-1971
- Coppa d'Inghilterra: 1

Arsenal: 1970-1971

#### Competizioni internazionali
- Coppa delle Fiere: 1

Arsenal: 1969-1970